# Willie Woodburn
Pour les articles homonymes, voir Woodburn.
William Woodburn, couramment appelé Willie Woodburn, est un footballeur international écossais, né le 8 août 1919, à Édimbourg et mort le 2 décembre 2001 dans cette même ville. Il est le dernier britannique à recevoir une suspension à vie pour indiscipline. Il fait partie du Rangers FC Hall of Fame et du Scottish Football Hall of Fame, intronisé lors de son inauguration en 2004. 

## Biographie

### Carrière en club
Willie Woodburn ne connaît qu'un seul club dans toute sa carrière professionnelle, les Rangers FC, y jouant son premier match le 20 août 1938 pour un match nul 2-2 contre Motherwell FC et le dernier le 28 août 1954 contre Stirling Albion FC.
Défenseur rugueux et caractériel, bien que considéré par certains de ses coéquipiers comme étant un gentleman, il est régulièrement sanctionné pour son jeu et son comportement sur le terrain. Il cumule un total de 5 suspensions au cours de sa carrière, à chaque fois avec des sanctions allant de mal en pis. En 1947, il reçoit une première suspension de 14 jours pour s'être battu contre Dave Mathie, joueur de Motherwell FC, puis une suspension de 21 jours en 1953 pour avoir donné un coup de poing à Billy McPhail, joueur de Clyde FC. Enfin, l'année suivante, il est exclu le 28 août 1954 face à Stirling Albion FC. Alors souffrant d'une blessure au genou, il est accroché par Patterson à l'issue d'un tacle qui lui ravive la douleur de sa blessure, s'ensuit une bagarre avec le joueur à qui il assène un coup de tête. L'arbitre indique quant à lui dans son rapport que Woodburn a frappé le joueur adverse d'un coup de poing. La Fédération écossaise de football lui donne une suspension sine die à l'issue de cet incident au cours d'une audition de quatre minutes le mois suivant.
Trois ans plus tard, la Fédération revient sur cette suspension, l'autorisant de nouveau à reprendre sa carrière, mais à 37 ans et après 3 années d'inactivité, Woodburn ne rejouera plus jamais au football.

### Carrière internationale
Willie Woodburn reçoit 24 sélections en faveur de l'équipe d'Écosse. 
Il joue son premier match contre le Angleterre, à Wembley, le 12 avril 1947, pour un match nul 1-1. Il joue son dernier match pour une victoire 6-0 contre les États-Unis le 30 avril 1952, au Hampden Park. Il n'inscrit pas de but lors de ses 24 sélections.

## Palmarès
- Rangers FC :
  - Champion d'Écosse en 1938-39, 1946-47, 1948-49, 1949-50, 1952-53
  - Vainqueur de la Coupe d'Écosse en 1948, 1949, 1950, 1953
  - Vainqueur de la Coupe de la Ligue écossaise en 1947, 1949